# Іст-Фултонем (Огайо)
Іст-Фултонем (англ. East Fultonham) — переписна місцевість (CDP) в США, в окрузі Маскінґам штату Огайо. Населення — 290 осіб (2020).

## Географія
Іст-Фултонем розташований за координатами 39°50′39″ пн. ш. 82°7′20″ зх. д. / 39.84417° пн. ш. 82.12222° зх. д. (39.844053, -82.122296).  За даними Бюро перепису населення США в 2010 році переписна місцевість мала площу 1,53 км², з яких 1,21 км² — суходіл та 0,32 км² — водойми.

## Демографія
Згідно з переписом 2010 року, у переписній місцевості мешкало 335 осіб у 121 домогосподарстві у складі 89 родин. Густота населення становила 219 осіб/км².  Було 144 помешкання (94/км²).
Расовий склад населення:
| - 97,0 % — білих - 0,9 % — чорних або афроамериканців - 0,3 % — азіатів |

До двох чи більше рас належало 1,5 %. Частка іспаномовних становила 0,9 % від усіх жителів.
За віковим діапазоном населення розподілялося таким чином: 30,7 % — особи молодші 18 років, 55,9 % — особи у віці 18—64 років, 13,4 % — особи у віці 65 років та старші. Медіана віку мешканця становила 37,9 року. На 100 осіб жіночої статі у переписній місцевості припадало 93,6 чоловіків;  на 100 жінок у віці від 18 років та старших — 85,6 чоловіків також старших 18 років.
Середній дохід на одне домашнє господарство  становив 47 893 долари США (медіана — 51 103), а середній дохід на одну сім'ю — 51 001 долар (медіана — 51 912). За межею бідності перебувало 28,0 % осіб, у тому числі 50,0 % дітей у віці до 18 років та 0,0 % осіб у віці 65 років та старших.
Цивільне працевлаштоване населення становило 148 осіб. Основні галузі зайнятості: виробництво — 32,4 %, роздрібна торгівля — 18,9 %, транспорт — 15,5 %, освіта, охорона здоров'я та соціальна допомога — 14,9 %.